# Alfonso Pérez (boxeador)
Alfonso Pérez (Cartagena de Indias, 16 de enero de 1949) es un exboxeador colombiano. Ganó medalla de bronce en los Juegos Olímpicos de Múnich 1972. Como profesional se retiró en 1981 después de 40 peleas (27 ganadas, 10 perdidas y 3 empates).

## Trayectoria
Pérez participó en los siguientes eventos nacionales e internacionales:

### Juegos Olímpicos
Fue reconocido su triunfo por ser el tercer deportista de la delegación colombiana en obtener una medalla olímpica. Este logro histórico lo obtuvo en los Juegos de Múnich 1972.

#### Juegos Olímpicos de Múnich 1972
Alfonso Pérez fue el abanderado de Colombia en los Juegos Olímpicos de Múnich 1972 y en la misma edición de los juegos obtuvo la primera medalla de bronce para Colombia. En dicho año, Clemente Rojas y Helmut Bellingrodt obtienen igualmente medallas olímpicas. Esas tres medallas fueron el mejor desempeño colombiano en una sola edición de los Juegos Olímpicos hasta las justas de Londres 2012.
Pérez, el 6 de septiembre de 1972 aseguró la medalla de bronce al vencer al turco Eraslan Doruk (3-2) y perdió la oportunidad de pelear por la medalla de oro al caer contra el húngaro László Orbán.
- , Medalla de bronce: 57-60 kg